# نجیب‌زادگی

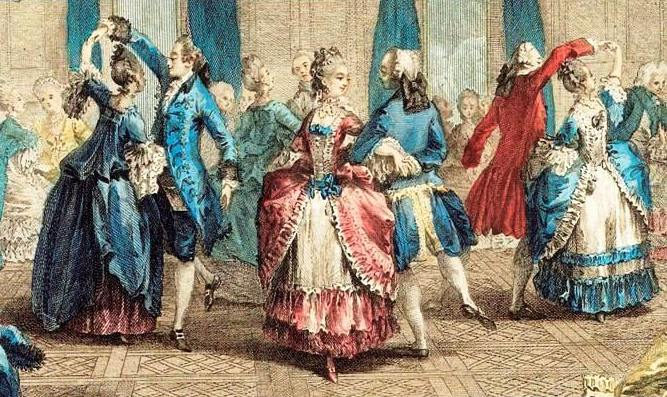
بزرگان(اشراف) و نجیب‌زادگان فرانسوی

نجیب‌زادگی، بزرگ‌زادگی یا اشراف‌زادگی یک طبقه اجتماعی و یک جایگاه ویژه برای بخشی از مردم برخی کشورها است. نجیب‌زادگی می‌تواند امتیازهای بیشتری برای فرد در برابر سایر مردمان ایجاد کند یا صرفا تشریفاتی باشد. این امر معمولا به صورت توارثی در طی نسل های مختلف انتقال میابد.
با این‌که نجیب‌زادگی بیشتر در دستگاه‌های حکومتی پادشاهی‌ رواج داشته و یا همچنان دارد، اما در مواردی در برخی از جمهوری‌ها مانند جمهوری هلند، جنوا و ونیز نیز کاربرد داشته و هنوز یکی از بخش‌های ساختار اجتماعی سان مارینو به حساب می آید. امروزه دیگر در بیشتر کشورها این جایگاه و سایر موارد مشابه آن، نشان بزرگ زادگی به شمار نمی‌آیند.

## پیشینه

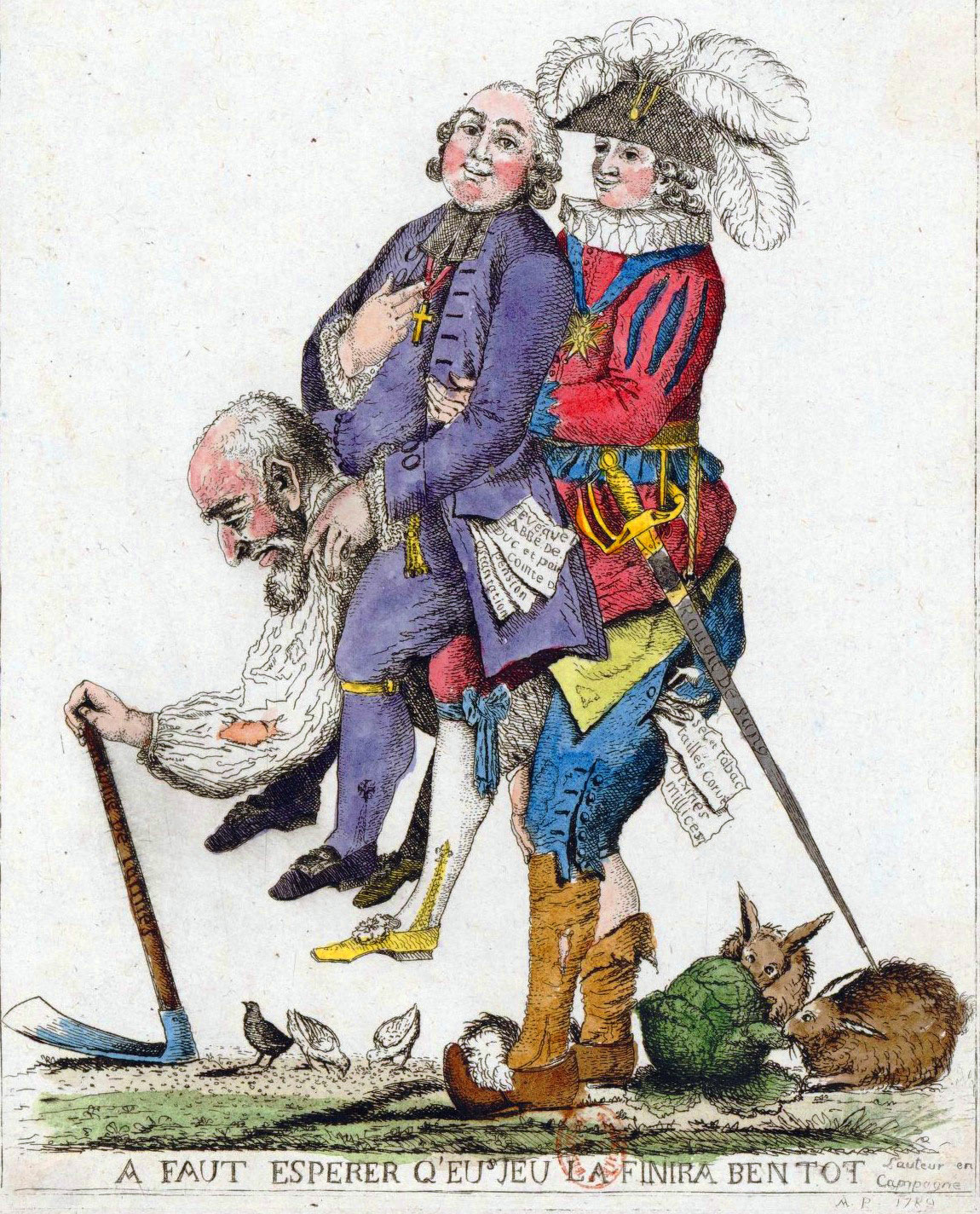
یک نگاره طنز سیاسی فرانسوی (۱۷۸۹) که نشان می‌دهد از سه ردهٔ اجتماعی ردهٔ سوم (روستایی) بار دو ردهٔ روحانیت و اشراف را به دوش می‌کشد.

واژه معادل این جایگاه در زبان لاتین برابر با شناخته شده، سرشناس، چشمگیر است. در روم باستان به عنوان یک جایگاه اجتماعی برای سردمداران (پاتریسین‌ها و پلبین‌ها) به کار می رفت.

### اروپای سده‌های میانه
در اروپای سده‌های میانه نجیب‌زادگی از بدو تولد و به صورت آبا و اجدادی از والدینی نجیب‌زاده منتقل می‌گردید اما «منش اشرافی» که معمولاً به کمک شمشیر حاصل می‌شد، لازمه آن بود. از این رو یک نجیب‌زاده به جهت هویت خود، به شمشیرش متصل بود. به شکلی که در یکی از اشعار حماسی فرانسوی از سده سیزدهم میلادی یک شوالیه نجیب‌زاده مدعی می‌شود که «هیچ یک از پدران ما در خانه نمرده‌است و همگی در نبرد فولاد سرد، جان سپرده‌اند». بدین شکل نشیمنگاه پشت اسب به کرسی بدل شده بود که موجب ترفیع آن‌ها در مقابل دیگران می‌شد. این نجیب‌زادگان اصرار داشتند سایر طبقات اجتماعی، از تاجران گرفته تا عوامل مذهبی و پیشه‌وران، را یکجا در یک طبقه اجتماعی غیر نجیب‌زاده و از نسل عوام دسته‌بندی کنند و حق اعمال حاکمیت خود بر تمامی این غیر نجیب‌زادگان درون اراضی خود (بجز روحانیون و تاجران شهرهای آزاد) را از مالکیتشان بر زمین و درآمدهای آن، اخذ می‌کردند.
برای این نجیب‌زادگان دو کارکرد اصلی دفاع از سایر طبقات و برقراری عدالت و نظم مطرح بود. انتظار می‌رفت آن‌ها با پرورش فضائل در خود، مردم را در مقابل سرکوب و ستمگری حافظت نمایند. «دهقان نادان لجن‌آلود» ناتوان از دستیابی به این «خصوصیات والای انسانی» تلقی می‌شد. نجیب‌زادگان اروپایی سده‌های میانه، در جایگاه حافظ دیگران، معافیت از پرداخت مالیات مستقیم سرانه و املاک یافته بودند. البته مالیات بر فروش همچنان شامل حال آن‌ها نیز می‌شد که به هر صورت نسبت به فقرا کمتر بود چرا که پرداخت مالیات درخور شان آن‌ها فرض نمی‌شد. این شرایط با بهانه ارائه خدمات نظامی و مورد تهدید واقع بودن جان و اموال آن‌ها در صورت وقوع جنگ، توجیه می‌شد اما در عمل این قوانین با اضافات یک بار مصرفِ در هم و برهم متغیر و پراکنده بودند به وجهی که برآورد دقیق عواید حاصل از آن را غیرممکن می‌کردند.
با گذر زمان و افزایش پیچیدگی و مخارج دستگاهای حکومتی، رعیت‌زادگانی که می‌توانستند نیاز حاکمان را از طریق پرداخت‌های نقدی یا کمک در زمینه مدیریت مالی و قضایی در سطوح مختلف، تأمین نمایند، با دریافت زمین یا منصب در جایگاه نجیب‌زادگان قرار می‌گرفتند. این افراد که نجیب‌زاده کسوتی نامیده می‌شدند، به منبع سرشاری برای دستگاه سلطنت بدل گشتند. این تحولات که باعث پدیداری گروهی از خدمت‌گزاران مدنی ماهر شد، موجب بروز نگرانی در طبقه نجیب‌زادگان آبا و اجدادی که کم و بیش در حال از دست دادن جایگاه مشاوره‌ای خود بودند، می‌شد. در نتیجه این شرایط، نشان خاندانی که نشان‌گر ظاهری حق حمل سلاح بود و زمانی به این خاندان اعطا شده بود و کس دیگری نمی توانست صاحب آن باشد، به علامت نجیب‌زادگی دودمانی تبدیل گشت.
عدم توانایی در تولید جانشین مذکر، درآمیختن با طبقات فرودست و جریان اعطای جایگاه نجبا به دیگران، باعث ریزش در خاندان‌های نجیب‌زاده می‌شد. به شکلی که برآورد شده است قریب به نیمی از خاندان های اشرافی در عرض یک قرن جایگاه خود را از دست می دادند. میانگین دوام خاندان های نجیب‌زاده سه تا شش نسل در طی صد تا دویست سال بود. برخی خاندان ها در تلاش برای بقا، پسران خود به خدمت دیگر نجیب‌زادگان یا کسوت روحانیت درمی آوردند تا از آن طریق به ثروت و مکنت دست یابند.

### امروزه
در کاربرد امروز، نجیب زادگی یادآور بالاترین ردهٔ اجتماعی در جوامع گذشته به جز خاندان شاهی است. در نظام ارباب و رعیتی اشراف کسانی بودند که خود زمین‌دار بودند و یا به عنوان دست‌نشانده املاک فرد دیگری را در اختیار داشتند. این افراد در برابر فرمانبرداری و ارائه برخی از خدمات دیگر همچون امور نظامی، به یک زمیندار بزرگ، املاک او را کنترل می کردند. در زمان کوتاهی این جایگاه یکی از رده های خاندانی شد. در سدهٔ بیست و یکم نجیب زادگی در بیشتر کشورها تا اندازه فراوانی یک لقب افتخاری شده است. اگر چه همچنان در  کشورهایی مانند هلند، اسپانیا، بریتانیا و دولت های عربی برخی برتری های به جامانده گذشته، هنوز هم از دید قانونی پذیرفته شده هستند.

## آمار
مشترک‌المنافع لهستان–لیتوانی (۱۵۶۹ تا ۱۷۹۵) در اروپا، در سدهٔ ۱۸، تا میزان ۱۵٪ از جمعیت حدود ۸۰۰ هزار نجیب‌زاده داشته است. کاستیا (احتمالاً ۱۰٪)، اسپانیا (۷۲۲٬۰۰۰ در ۱۷۶۸ که ۷ تا ۸ درصد از کل جمعیت بوده)، روسیه در ۱۷۶۰ با ۵۰۰٬۰۰۰ تا ۶۰۰٬۰۰۰ اشراف (۲ تا ۳٪ از کل جمعیت بوده). در فرانسه قبل از انقلاب تعداد اشراف این کشور بیش از ۳۰۰٫۰۰۰ پیش از ۱۷۸۹، که ۱٪ از جمعیت بوده (هر چند برخی محققان بر این باورند این رقم مبالغه‌آمیز است). در ۱۷۱۸ سوئد بین ۱۰٬۰۰۰ و ۱۵٬۰۰۰ اشراف، که ۰٫۵ درصد از جمعیت بوده. در آلمان تنها ۰٫۰۱٪ از جمعیت از بزرگان(اشراف) بوده‌اند.